# Wacław Rolicz-Lieder

Wacław Rolicz-Lieder (Büste von Konstanty Laszczka, 1898)

Wacław Koźma Damian Lieder, auch: Rolicz-Lieder (* 27. September 1866 in Warschau, Kongresspolen; † 25. April 1912 ebenda), war ein polnischer Lyriker und Übersetzer der deutschen Lyrik in der Epoche des Symbolismus.

## Leben
Wacław kam zur Welt in Warschau als Sohn des Bankbeamten Jan († 1903), der in seiner Jugend ebenfalls als Schriftsteller tätig war, und seiner Gemahlin Katarzyna geb. Rola-Sadkowska († 1904). Sein Vater war Sohn des um 1820 aus Ermland, aus der Nähe von Rössel, heute (Reszel), nach Warschau eingewanderten Deutschlehrers Franz (Franciszek), der jahrzehntelang als Professor und Autor von Lehrbüchern (u. a. einer bis um 1914 benutzten Grammatik der deutschen Sprache) an Warschauer Gymnasien tätig war. Die Mutter stammte aus depossediertem Uradel von Masowien des Wappenstammes Rola. Der Namenszusatz "Rolicz", den Wacław ab 1893 benutzte, war der Name des Adelswappens, das seinem Vater in diesem Jahre vom Zaren Alexander III. im Zusammenhang mit der Erhebung in den Adelsstand von Kongresspolen verliehen wurde (der Vater erhielt den Orden des Heiligen Wladimir für 30 Jahre Staatsdienst, welches automatische Nobilitierung bedeutete). Das Wappen wurde übrigens von Wacław selbst entworfen und mit einem vom Wappen seiner Mutter stammenden Namen versehen.
Wegen eines heftigen Konfliktes mit einem russischen Lehrer an seinem Gymnasium wurde Wacław, der polnisch in der Schule sprach, welches verboten war, 1883 relegiert und musste seine Gymnasialausbildung in Krakau vollenden. 1888–1889 studierte er Rechtswissenschaften an der Krakauer Universität und begab sich danach, mit kurzen Zwischenaufenthalten in München und der Schweiz, nach Paris, wo er bis 1892 an der Hochschule für Orientalische Sprachen studierte. Bereits 1893 schuf er ein Elementarbuch der Arabischen Sprache, ein Lehrbuch für polnische Studierende, und eine Grammatik des Türkischen. Danach zog Lieder nach Wien, wo er seine orientalistischen Studien fortsetzte. 1894 beantragte er einen Studienplatz am Theresianum, erhielt ihn aber nicht und ging nach Paris zurück, wo er bis 1897 verweilte und an der École Pratique des Hautes Études und der École Libre des Sciences Politiques studierte.
Während seiner Pariser Jahre lernte Lieder viele bedeutende Dichter der Epoche kennen, vor allem Paul Verlaine, Stéphane Mallarmé und Stefan George, der sein naher Freund wurde und große Bedeutung für seine Entwicklung als Lyriker haben sollte. Lieder befreundete sich auch mit dem tschechischen Symbolisten Julius Zeyer.

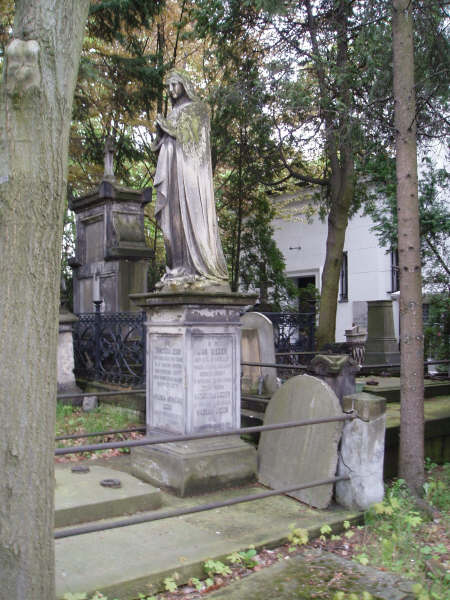
Lieders Grab in Warschau

1897 kehrte Lieder definitiv nach Warschau zurück, arbeitete zwei Jahre im Büro eines Metallindustriebetriebs, danach als Französischlehrer der Handelskorrespondenz in Kursen für Buchhalter. Nach dem Tode beider Eltern erbte er ihr großes Mietshaus mit 35 Wohnungen und mehreren Läden im Zentrum von Warschau (abgebrochen 1951) und konnte vom Ertrag leben, ohne arbeiten zu müssen. Nach 1898 schrieb er fast nichts mehr und veröffentlichte nur ab und zu seine alten Gedichte in literarischen Zeitschriften. Gleichzeitig sammelte er Material für seine geplante Sprachgeschichte des Altpolnischen, gab die Pläne aber auf, als die Aufsätze, die sein Buch ankündigten, schlechte Aufnahme bei den Sprachwissenschaftlern fanden. Warschau verließ er selten, er fuhr nur manchmal nach Bingen am Rhein, München und Berlin, um Stefan George zu treffen. Er heiratete nie, starb 1912 am Herzversagen und wurde auf dem traditionsreichen Warschauer Powązki-Friedhof in der Familiengruft neben seinen Eltern und Großeltern bestattet.

## Das lyrische Werk
Bereits als Schüler schrieb Rolicz-Lieder Gedichte im Stil der epigonalen Romantik, oft von patriotischem Inhalt, die seit 1887 in Zeitschriften erschienen und veröffentlichte sein erstes Buch im Jahre 1889. In Paris erschien dann ein Jahr später sein poetisches Manifest Z księgi lirycznej (Aus dem Buch der Lyrik). Zwei bedeutende polnische Dichter der Jahrhundertwende, Zenon Przesmycki und Jan Kasprowicz, schrieben begeisterte Rezensionen über Lieders Werk, die Mehrheit der Kritiker war jedoch bissig-negativ. Der empfindliche Dichter zog sich darauf von der literarischen Arena zurück und veröffentlichte seine Gedichtbände in immer kleiner werdenden Anzahl von Exemplaren (siehe: Werke), die alle mit dem Vermerk "Reproduktion und Kritiken verboten" versehen und in einer erlesenen graphischen Gestaltung, wie die Bücher Georges, im Selbstverlag erschienen. Dies führte dazu, dass er in seiner Heimat beinahe völlig unbekannt blieb, während sein Ruhm in Deutschland durch die vielen Übersetzungen Stefan Georges, die in dessen Blättern für die Kunst erschienen, wuchs. Erst um 1930 erlebte er eine Renaissance in Polen, u. a. durch die Essays von Jarosław Iwaszkiewicz.
In seinem Schaffen vereinigte Lieder die Elemente des französischen Symbolismus und der Dichtung von George mit nationalen polnischen Traditionen, wie der Dichtung des Jan Kochanowski, aber auch mit orientalischen Einflüssen. Seine Gedichte waren enigmatisch und hermetisch, die Bildersprache erforderte viel Mühe und Konzentration vom Leser, er verwendete auch viele altpolnische Ausdrücke und Sprachformen, die seine Zeitgenossen als antiquiert empfanden.
Czesław Miłosz (siehe: Literatur) sagt über Lieders Zusammenarbeit mit Stefan George: "Lieder’s poems addressed to Stefan George, as well as George's poems to Lieder, and their translations of each other constitute one of the most striking instances of Polish-German literary exchange. Those close to George called Lieder "Callimachus"; the name refers to an Alexandrian poet and was used by an Italian humanist who lived in Poland in the fifteenth century – Filippo Callimachus Buonaccorsi".

## Werke
- Poezje I, Krakau 1889;
- Poezje II, Krakau 1891 (nur 60 Exemplare wurden gedruckt);
- Elementarz języka arabskiego (Elementarbuch des Arabischen), Kirchhain, 1893;
- Wiersze III, Krakau 1895 (nur 50 Exemplare);
- Abu Sajid Fadlullah Ben Abulhair i tegoż czterowiersze (Übersetzung aus dem Persischen), Krakau 1895;
- Moja Muza, Krakau 1896 (nur 30 Exemplare);
- Wiersze V, Krakau 1898 (nur 20 Exemplare);
- Nowe Wiersze, Krakau 1903 (Gesammelte Gedichte, 100 Exemplare);
- Wybór Poezji, Krakau 1962, (500 Exemplare);
- Poezje wybrane, Warschau 1962, (1000 Exemplare).
- Waclaw Rolicz-Lieder, Stefan George: Gedichte. Briefe. Stuttgart 1996.

- Übersetzungen ins Deutsche: siehe Weblinks.